# Great Mell Fell
Great Mell Fell är en kulle i Storbritannien.   Den ligger i grevskapet Cumbria och riksdelen England, i den centrala delen av landet, 400 km nordväst om huvudstaden London. Toppen på Great Mell Fell är 536 meter över havet, eller 197 meter över den omgivande terrängen. Bredden vid basen är 1,5 km.
Terrängen runt Great Mell Fell är kuperad åt sydväst, men åt nordost är den platt.Runt Great Mell Fell är det ganska glesbefolkat, med 24 invånare per kvadratkilometer. Närmaste större samhälle är Penrith, 12,4 km öster om Great Mell Fell. Trakten runt Great Mell Fell består i huvudsak av gräsmarker.